# Stenodiplosis
Stenodiplosis is een muggengeslacht uit de familie van de galmuggen (Cecidomyiidae).

## Soorten
- S. bromicola Marikovskij & Agafonova, 1961
- S. geniculati Reuter, 1895
- S. panici Plotnikov, 1926
- S. sorghicola (Coquillett, 1899)